# Parkitect
Parkitect ist eine Wirtschaftssimulation des Entwicklerteams Texel Raptor, in welcher der Spieler den Aufbau, Betrieb und Erhalt eines Vergnügungsparks, ähnlich der RollerCoaster-Tycoon-Serie oder Theme Park, übernimmt. Das 2014 als Kickstarter begonnene Projekt wurde im Mai 2016 in der Alpha-Version bei Steam Early Access veröffentlicht. Am 29. November 2018 erschien die Vollversion.

## Spielablauf
Inhalt des Spiels ist die Errichtung eines Vergnügungsparks. Hierzu stehen dem Spieler diverse Attraktionen, Fahrgeschäfte und Dekorationsmöglichkeiten zur Verfügung. Zudem stehen zahlreiche Verkaufsstände für Getränke, Lebensmittel und Souvenirs zur Verfügung, um zum einen die Bedürfnisse der Parkbesucher zu befriedigen und anderen die Einnahmen des Parks zu steigern. Der Spieler muss zudem diverses Personal für die technische Wartung, Logistik, Reinigung, Unterhaltung und Sicherheit innerhalb des Parks beschäftigen. Neben den normalen Gehwegen können zudem spezielle Wege, welche ausschließlich dem Personal vorbehalten sind, angelegt werden, um die logistischen Abläufe des Parks zu optimieren.

## Entwicklung
Der Entwickler startete eine Kickstarter-Kampagne unter dem Titel „Parkitect“ am 22. August 2014. Ziel war es, CAD 50.000,00 bis zum 21. September 2014 einzunehmen. Bis zum Abschluss der Kampagne wurden insgesamt CAD 63.730,00 eingenommen. Am 5. Mai 2016 wurde das Spiel in der Alpha-Version bei Steam Early Access veröffentlicht. Die Vollversion wurde am 29. November 2018 bei Steam veröffentlicht.

## Erweiterungen
Später brachte die Texel Raptor noch die beiden DLCs „Booms & Blooms“ und „Taste of Adventure“ heraus. Sie bieten dem Spieler nun die Möglichkeit drei neue Achterbahnen zu bauen, Feuerwerks- und Lichtshows zu veranstalten sowie verschiedene an zwei neue Themenbereiche angepasste Dekoelemente zu verwenden. In Taste of Adventure ist außerdem eine neue Kampagne mit zehn Szenarios enthalten.

## Mods
Der Steam Workshop unterstützt die Veröffentlichung von Mods. Neben neuen Achterbahnentypen und Dekors existieren auch Modifikationen, die eine Mitfahrperspektive hinzufügen.

## Rezeption
Parkitect wurde von der Spielerschaft zum Zeitpunkt der Veröffentlichung wohlwollend bewertet.
GameStar resümierte das Spiel als den RollerCoaster Tycoon 2 Nachfolger, den man sich gewünscht habe. Das System der Versorgungswege, die mittels Dekoration verdeckt werden müssen, mache das Spiel komplexer, aber nicht komplizierter. An den Parks sei immer etwas zu optimieren oder erweitern. Das Spielprinzip erinnere an Modellbau. Der Spieler habe zahlreiche Freiheiten, werde jedoch nicht völlig alleine gelassen. Das Spiel hebe sich von Konkurrent Planet Coaster durch leichtere Zugänglichkeit und dem Management Aspekt ab, reduziere aber auch den Simulationsanteil. PC Games bezeichnete das Spiel als Geheimtipp.
Die Bundesstelle für die Positivprädikatisierung von Computer- und Konsolenspielen hat für Parkitect eine Positivprädikatisierung ausgesprochen. Gelobt wurden aus pädagogischer Perspektive unter anderem, dass das Spiel kreativitätsfördernd wirke, wirtschaftliches Denken fordere und anrege sowie Spielern helfe, komplexe Zusammenhänge zu identifizieren und zu verstehen.